# Antiguo Hospital de San Juan de Dios (Lucena)
El antiguo Hospital de San Juan de Dios es un conjunto arquitectónico en la localidad de Lucena (provincia de Córdoba) construido a mediados del siglo XVIII. Constituye un ejemplo sobresaliente de la arquitectura de la Orden Hospitalaria y del barroco lucentino. La monumental portada de la iglesia, concebida a modo de retablo y ejecutada en mármoles polícromos y la sobria fachada del antiguo hospital conforman uno de los frentes de la plaza de la Calzada. El hospital que constituye actualmente una residencia de ancianos fue declarado Bien de Interés Cultural en 2006.

## Historia
La fundación y construcción del primitivo convento y hospital de Lucena tuvo lugar en 1565 por expreso deseo de San Juan de Dios, para el cuidado de los pobres afectados por enfermedades contagiosas y a proporcionarles enterramiento. En la primera mitad del siglo XVIII el deterioro del inmueble obligó a su demolición y se procedió a la construcción del actual edificio a iniciativa del General de la Orden, Fray Alonso de Jesús y Ortega, natural de Lucena. El proyecto se atribuye a otro lucentino, José de Bada y Navajas, figura clave de la arquitectura andaluza de la época, que por las mismas fechas llevaba a cabo la remodelación de la casa matriz de Granada.

## Descripción
El conjunto arquitectónico del Hospital se organiza en torno a un patio cuadrangular irregular con galerías perimetrales. Un patio posterior debió ser la antigua huerta. El templo, con su sacristía adyacente a la cabecera, ocupa el lado norte del claustro, dando fachada a la plaza de la Calzada.

### Exterior
Adosada a la fachada de los pies de la iglesia y tras un pequeño atrio cerrado con pilares y rejas, se ofrece la portada principal de esta que se proyecta del plano de fachada con una planta trapezoidal. Ejecutada por el cantero lucentino Lorenzo Vicente del Pino Ascanio, tiene dos cuerpos. El bajo se estructura con un arco abocinado central flanqueado por dobles columnas corintias de fustes estriados sobre pedestales cajeados con decoración de placas, que se disponen en chaflán. El intercolumnio, en retranqueo, consta de un pedestal similar en decoración al de las columnas y una faja superior con jarrones de azucenas en embutidos de mármoles, placas recortadas y mascarones en relieve. Separando el cuerpo bajo del superior hay un entablamento con arquitrabe y cornisa curvada de jaspe negro entre los que se intercala un friso de mármol blanco decorado con rosetas de jaspes multicolores embutidos. Ocupa su centro un medallón de mármol blanco enmarcado por hojarasca que ostenta un bajorrelieve con la iconografía de San Juan Bautista, titular de la iglesia.
El cuerpo superior de la portada reduce su anchura y se compone con una hornacina, entre pilastras y columnas, cubierta con venera. Dicha hornacina está destinada a albergar una escultura de mármol de San Juan de Dios. Este cuerpo se corona con un frontón partido destinado a la ostentación del emblema de la Orden hospitalaria.
En la misma fachada de la iglesia se encuentra su torre, construida en ladrillo y rematada con chapitel piramidal con cobertura de teja vidriada.
A continuación, se desarrolla la sobria fachada del convento-hospital, cuya puerta de acceso, con hueco adintelado entre pilastras dóricas y coronamiento de frontón recto partido, también está realizada en mármoles de colores.

### Iglesia

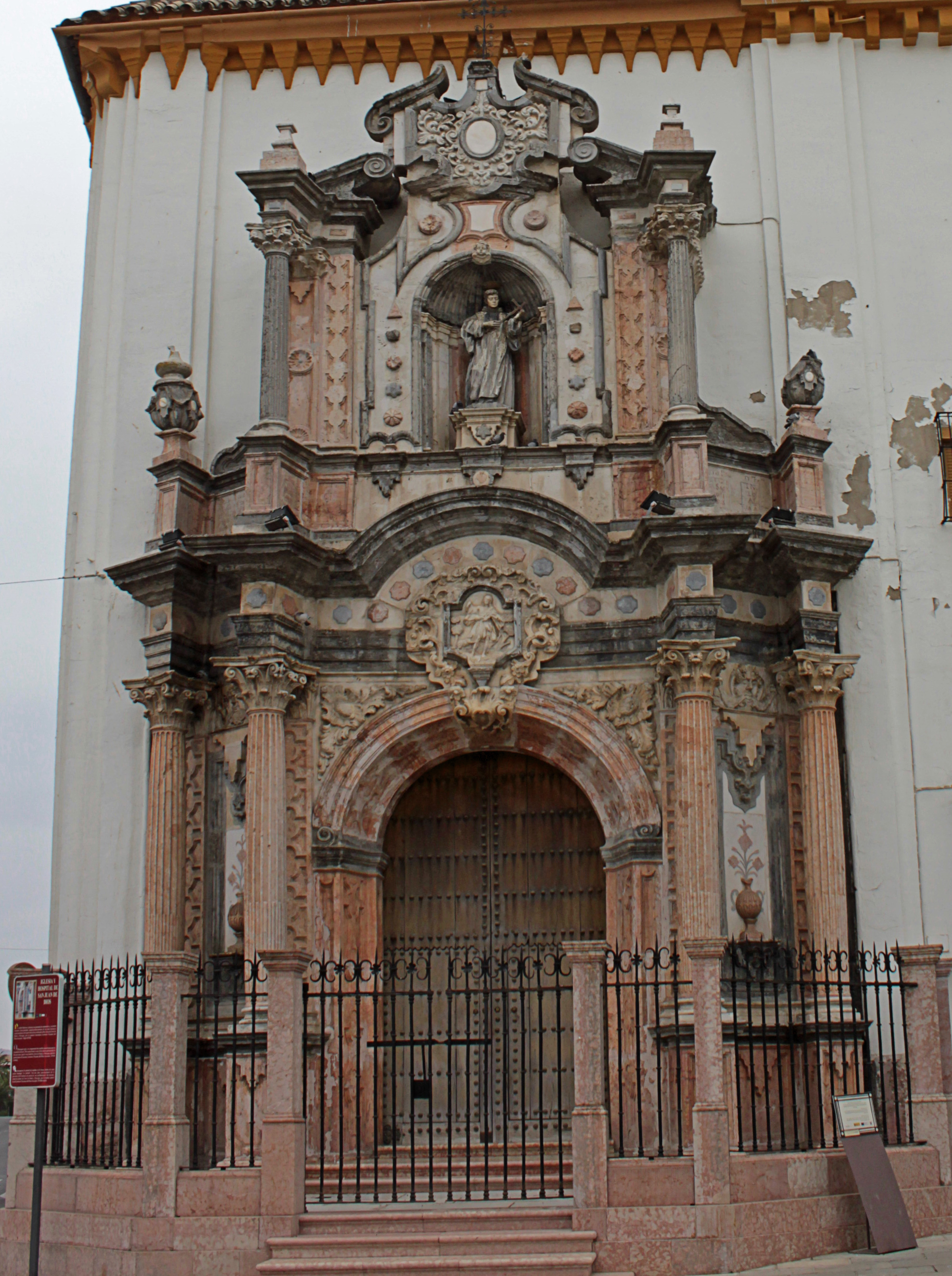
Fachada de la iglesia del antiguo Hospital de San Juan de Dios.

La iglesia es de una sola nave dividida en tres tramos, crucero y coro alto a los pies. Recorre la parte inferior de los muros un zócalo de jaspe negro con embutidos de mármol blanco formando dibujos geométricos, a partir del cual se alzan pilastras corintias sobre las que se dispone un entablamento con una cornisa volada sobre canes. La nave se cubre con bóveda de cañón con lunetos y el crucero con cúpula sobre pechinas. En estas se concentran yeserías vegetales de notable relieve que enmarcan óvalos conteniendo pinturas con escudos de la Orden Hospitalaria y de Fray Alonso de Jesús y Ortega. Golpes de yeserías se disponen en el anillo de la cúpula y, en la media naranja, las yeserías forman guirnaldas y marcos para cuatro óvalos pintados. El anillo de la linterna se riza dando paso a una concentrada ornamentación a base de cabezas de ángeles y pequeños óvalos.
En el resto del templo las yeserías están dispersas en los marcos de las ventanas y en el entablamento.
En las dos tribunas para enfermos que flanquean el retablo mayor en el presbiterio se conservan pinturas murales de ángeles y flores de estilo rococó y dos óleos sobre lienzo con las escenas de la Anunciación y la Visitación, todas ellas atribuidas a Tomás Ferrer. En las pilastras que marcan la separación del presbiterio cuelga una pareja de ángeles lampadarios.
El templo cuenta con dos puertas. La principal, situada a los pies, dispone de un gran cancel de madera de nogal y pino, con estructura de casetones y decorado con molduras y tallas con símbolos de la Orden. La puerta secundaria se abre desde el segundo tramo de la nave al claustro y sobre esta se levanta una tribuna con gran peana gallonada para el órgano, del que se conserva la caja rococó.
A los pies, a ambos lados del cancel, se encuentran dos confesionarios de madera de nogal y dos piletas de mármol rojo para agua bendita.
En el coro se dispone la sillería, en madera de nogal, con trece estalos y sobria decoración reducida a una crestería calada. Por encima de la cornisa, y terminadas en medio punto, hay tres pinturas. La central, de mayor tamaño, recoge el episodio del "Tránsito de San Juan de Dios", y las laterales las efigies de San Pío V y Urbano VIII, pontífices que aprobaron y confirmaron la Orden.

#### Retablos
En el interior de la iglesia se conservan los retablos encargados por Fray Alonso de Jesús y Ortega a Francisco José Guerrero, que realizó su trabajo, sobre trazas de Bada, entre 1751 y 1754. Los cinco retablos, de madera tallada, dorada y policromada y en los que se emplea el estípite como soporte, responden a tres diseños: el del altar mayor, el de los dos existentes en el crucero y el de los tres que se disponen en la nave. Las esculturas que en ellos figuran se han atribuido a Torcuato Ruiz del Peral.

##### Retablo mayor
El retablo mayor con sus más de catorce metros de alto por ocho de ancho, cubre todo el muro del presbiterio ciñéndose con remate de cascarón al cuarto de esfera. Se organiza en tres calles separadas por gruesos estípites y tres cuerpos que se alzan sobre un frontal de jaspe en el que abren las puertas, de madera tallada y dorada, que comunican con la sacristía. En las repisas de las calles laterales se encuentran las esculturas de San Juan Bautista y San Miguel -en el piso inferior- y de San Joaquín y Santa Ana -en el piso alto-; la hornacina central superior alberga una talla de la Inmaculada Concepción. En el ático hay un Calvario formado por un Cristo de talla en bulto redondo situado sobre las representaciones pictóricas de la Virgen y San Juan.

##### Otros retablos
En el crucero están asentados los retablos, idénticos, dedicados a San Juan de Dios y San Rafael. En ellos encontramos sobre frontales de jaspe, la estructura de madera dorada y policromada compuesta por banco, cuerpo y ático. El del lado del Evangelio se dedica al fundador de la Orden, San Juan de Dios, representado con báculo y cruz en escultura de vestir, acompañado en las hornacinas laterales por las imágenes de San Juan Nepomuceno y Santa Isabel y con una pintura de la Virgen con el Niño en el ático.
Al retablo de San Rafael pertenecen la escultura de San Rafael, representado sobre peana de nubes con angelitos que portan sus atributos, y las de San Blas y San Antonio de Padua.
En la nave, incrustados en hornacinas de la fábrica, se hallan tres retablos. Están dedicados a San José y a Nuestra Señora de Belén los más próximos al presbiterio y a San Carlos Borromeo el tercero, emplazado en el lado del Evangelio. Responden básicamente a una sola traza aunque presentan algunas variantes en la resolución de la calle central del cuerpo.
El retablo de San José alberga actualmente las esculturas de San José y San Francisco de Paula y una pintura de San Andrés de formato circular en el tondo superior.
En el retablo de San Carlos Borromeo figuran las imágenes de madera tallada y policromada de San Carlos Borromeo, Santa Teresa y Santa Lucía. La pintura del tondo del ático representa a San Pedro.
Por su parte, en el retablo de Nuestra Señora de Belén, la calle central la ocupan la escultura de medio cuerpo de vestir del "Ecce Homo", conocido como Jesús de la Salud o de las Penas, y el óleo de Nuestra Señora de Belén. Se encuentra ahora en él una talla del arcángel San Gabriel que antes estuvo en el retablo de San José. En el medallón superior aparece San Pablo.
En el primer tramo de la iglesia, bajo el coro, se disponen el altar de las Animas del Purgatorio y el de la Misa de San Gregorio, conformados por una mesa de mármol rojo de Cabra y un óleo de importantes dimensiones (4,25 x 3,50 m) terminado en medio punto con una moldura de madera tallada decorada con motivos florales y parcialmente dorada. Las pinturas se deben, respectivamente, a Sánchez Saravia y Tomás Ferrer.

#### Sacristía
A la sacristía, ubicada tras el presbiterio, se accede desde el templo a través de las dos pequeñas puertas existentes en la parte baja del retablo mayor y desde la galería baja del claustro por una puerta lateral. La componen dos estancias de reducidas dimensiones cubiertas por bóvedas de crucería, con paramentos enlucidos y zócalos de cerámica de Manises. Adaptándose a las bóvedas del recinto mayor se disponen tres pinturas de gran formato rematadas en medio punto, que recogen episodios milagrosos: "San Juan de Dios dando por fiador a Jesús al mercader genovés Espínola", "San Juan de Dios recibiendo a Jesús de manos de la Virgen", ambos atribuidos a Tomás Ferrer, y "El beato Juan Grande resucitando a un muerto", con atribución a Sánchez Saravia. En la misma disposición de las citadas, pero adaptadas a las bóvedas de la estancia pequeña, están las pinturas de "San Juan de Dios en Fuenterrabía", "Los ángeles ayudan a San Juan de Dios a buscar leña" (ambos de Sánchez Saravia), "San Juan de Dios ante Felipe II" (de Tomás Ferrer), y "Jesús calma una tempestad" (Anónimo).

### Recinto hospitalario
El recinto hospitalario se ordena en torno a un patio trapezoidal con dos plantas, siendo la inferior una galería abierta y presentando la alta cerrada con balcones adintelados, a eje con los arcos de la planta baja. En su centro hay una fuente de mármol con mar octogonal y taza alta con una granada, símbolo de la Orden.
Las arcadas del claustro apoyan sobre pilares cuadrados a los que se adosan pilastras de piedra de orden toscano que se molduran por cajeados en sus caras. La cubrición es de bóvedas de arista. El pavimento de mármoles de color rojo y blanco y posee un zócalo de azulejería de Manises en el que, enmarcados por pilastras y cornisas de jaspe negro, se sitúan los paños con escudos de la Orden entre motivos ornamentales. Inscripciones recogen los nombres de los donantes y las fechas de su instalación.
Se accede a la galería alta por una escalera de mármoles rojos. Su planta es cuadrada y se articula en un primer tiro que desemboca en un rellano donde se bifurca en dos. En el desembarco en la galería alta, hay una triple arquería que apoya en parejas de columnas. Se cubre con cúpula octogonal en cuyos paños figuran pinturas enmarcadas en molduras.